# Chansons de Paris
Pour le film de John Guillermin, voir Chanson de Paris.
Pour plus de détails, voir Fiche technique et Distribution.
Chansons de Paris est un film français réalisé par Jacques de Baroncelli, sorti  en 1934.

## Synopsis
Georges, chanteur des rues à la voix d'or, dans le Paris des années 1930, est remarqué successivement par le directeur d'un cabaret, puis la directrice d'un cirque. Son ami Armand, plus malin qu'il n'y paraît sous des dehors benêts, réussit à organiser une mystification pour montrer à Georges que tous ces gens-là ne s'intéressent qu'à l'exploitation de sa voix au moindre coût. Georges, détrompé, renonce à tous les mirages de la gloire et rentre à la maison, mais on n'est pas un ténor d'exception pour rien, et tout est bien qui finit bien.
Le film met en vedette le grand ténor Georges Thill, alors au summum de son talent. Armand Bernard est  un excellent partenaire comique. Quelques inédits pour les mélomanes, des chansons de Maurice Yvain, mais aussi les grands airs de Lohengrin et de Paillasse, ce dernier surréalistement chanté dans un faux automate, qui ressemble au robot de Hergé dans Le Manitoba ne répond plus ! — sans compte la fameuse Chanson des gars de Paris, qui est l'antienne du film. 
De vraies trouvailles comiques çà et là. Thill a de la prestance et il joue la comédie avec un certain talent ; quant à sa voix… absolument inoubliable.

## Fiche technique
- Titre : Chansons de Paris
- Réalisateur : Jacques de Baroncelli
- Scénario : André-Paul Antoine et Henry Dupuy-Mazuel
- Photographie : Jean Bachelet
- Décors : Léon Barsacq et Claude Bouxin
- Musique : Max Blot et Maurice Yvain, Leoncavallo, Wagner.
- Société de production : Les Films artistiques français
- Pays d'origine :  France
- Durée : 89 minutes
- Date de sortie : France - 14 juin 1934

## Distribution
- Georges Thill : Georges
- Armand Bernard : Armand
- Louisa de Mornand : Mme Pleisch
- Jacques Varennes : Bermasse
- Simone Bourday : Clara
- Paulette Élambert : la petite Paulette
- Ginette Gaubert : Liane d'Arbel
- Jacques Beauvais